# Kurt-Gerhard Klietmann
Kurt-Gerhard Klietmann (* 12. Dezember 1910 in Jüterbog; † 24. Oktober 1990 in Berlin-Charlottenburg) war ein deutscher Ordenskundler.

## Leben
Kurt-Gerhard Klietmann war der Sohn des Oberstleutnants Erich Klietmann und dessen Ehefrau Else, geb. Reuter. 1931 legte er sein Abitur in Berlin ab und studierte anschließend an der dortigen Friedrich-Wilhelms-Universität Archäologie, Geschichte und Historische Hilfswissenschaften.
Von 1935 bis 1939 war er am Pergamon-Museum, am Zeughaus Berlin und am Märkischen Museum tätig. 1939 wurde er mit der Dissertation Das Pilum in der Bewaffnung des römischen Heeres von Polybius bis zum 2. Jahrhundert zum Dr. phil. promoviert. Im Zweiten Weltkrieg war er an der Ostfront eingesetzt, wo er zweimal verwundet wurde.
1943 erschien von ihm für die Deutsche Gesellschaft für Wehrpolitik und Wehrwissenschaften ein Aufsatz über die Mongolei, 1941 und 1942 gab er zwei Schriften des preußischen Militärtheoretikers Carl von Clausewitz heraus.
1946 heiratete er Annelise Paetzhold geschiedene Faupel.
Nach dem Krieg baute er sein privates „Institut für Wissenschaftliche Ordenskunde“ in Berlin auf und war ab 1962 bis zu seinem Tod dessen Direktor. Gemeinsam mit Ottfried Neubecker verfasste er im Auftrag der Internationalen Gesellschaft für Wissenschaftliche Ordenskunde das Ordens-Lexikon, das als Standardwerk „Klietmann-Neubecker“ bekannt wurde. Klietmann war unter anderem Mitglied des Vereines Herold Berlin und der Heraldisch-Genealogischen Gesellschaft „Adler“ Wien.
Der Verein Herold verwahrt seit 1991 in seinen Beständen die Sammlung Klietmann des Instituts für Wissenschaftliche Ordenskunde.
1951 bis 1957 war er Redakteur des Archiv für Ordenskunde, von 1958 bis 1960 von Ordenskunde, Beiträge zur Geschichte der Auszeichnungen, die er bis 1983 herausgab. Ab 1956 war er Redakteur der Zeitschrift Das Ritterkreuz, dem Mitteilungsblatt der Ordensgemeinschaft der Ritterkreuzträger.
Als Gast des Referates „Kriegsgeschichte“ der SS-Veteranenorganisation referierte Klietmann auf der 11. Bundestagung der HIAG 1964 über den Stand der Erschließung und Überlieferung von SS-Akten. Er sprach sich für die Beteiligung von SS-Veteranen an der Geschichtsschreibung der Waffen-SS aus: „Es liegt an ihnen, ein gleiches Denkmal [wie Homers ‚Ilias und Odyssee‘ oder Cäsars ‚De bello Gallico‘] für ihre Truppe zu errichten.“ Klietmanns 1965 im Verlag der HIAG-Zeitschrift „Der Freiwillige“ erschienene Dokumentation Die Waffen-SS lässt nach Ansicht des Historikers Martin Cüppers jegliche Kritik an der Waffen-SS und am Vorgehen der einzelnen SS-Verbände vermissen.

## Auszeichnungen
- 1986: Bundesverdienstkreuz am Bande

## Schriften
- Der Degen adelt. Deutsche Worte. Kumm, Offenbach a. M. um 1935.
- Die Mongolei geographisch, historisch, politisch. In: Abhandlungen der Deutschen Gesellschaft für Wehrpolitik und Wehrwissenschaften. Folge 11, 1. Deutsche Gesellschaft für Wehrpolitik und Wehrwissenschaften, Berlin 1943, S. 601–608.
- 10 Jahre Deutsche Gesellschaft für Wehrpolitik und Wehrwissenschaft. Deutsche Gesellschaft für Wehrpolitik und Wehrwissenschaft, 1943
- Die Abzeichen und Feldzeichen der Freiwilligen-Verbände des Heeres und der Waffen-SS im Kriege. In: Uniformen-Markt. Heft 4, 1944, S. 7.
- mit Ottfried Neubecker (Hrsg. im Auftrag der Internationalen Gesellschaft für Wissenschaftliche Ordenskunde): Ordens-Lexikon. 3 Teile. Die Ordens-Sammlung, Berlin 1951, 1962, 1964.
- mit Ottfried Neubecker: Für Tapferkeit und Verdienst. Ein Almanach der von Deutschland und seinen Verbündeten im ersten und zweiten Weltkrieg verliehenen Orden und Ehrenzeichen. Schild, München 1954.
- Ordenskunde – Beiträge zur Geschichte der Auszeichnungen. 56 Teile. Die Ordens-Sammlung, Berlin 1958–1983.
- Die Deutsche Wehrmacht 1934 bis 1945. 50 Teile. Die Ordens-Sammlung, Berlin 1960–1964.
- Die Waffen-SS. Eine Dokumentation. Der Freiwillige, Osnabrück 1965.
- Pour le mérite und Tapferkeitsmedaille. Die Ordens-Sammlung, Berlin 1966.
- Deutsche Auszeichnungen. Die Ordens-Sammlung, Berlin.
  - Band 1. 1957. 3. Auflage 1971.
  - Band 2. Deutsches Reich: 1871–1945. 1971.
  - Band 3. Anhalt. 1972, ISBN 3-87778-120-9.
- Das Institut für wissenschaftliche Ordenskunde. In: Genealogie. Band 12, 1974, ISSN 0016-6383, S. 282–283.
- Phaleristik. Band 1. Rumänien. Die Ordens-Sammlung, Berlin 1975, ISBN 3-87778-400-3.
- Die Fahnen der Haupt-Kadetten-Anstalt von 1717 bis 1965. Zentralkartei Ehem. Kgl. Preuss. u. Kgl. Sächs. Kadetten, Uedorf bei Bonn 1975.
- Auszeichnungen des Deutschen Reiches. Motorbuch, Stuttgart 1981. 11. Auflage 2004, ISBN 3-87943-689-4.
- Der Verdienstorden der Preussischen Krone. In: Orden-, Militaria-Magazin. 28, 1989. ISSN 0722-7930
- Staatlich-zivile Auszeichnungen. Motorbuch, Stuttgart 1990, ISBN 3-613-01300-2.

Herausgeber und Bearbeiter
- Carl von Clausewitz: Ich glaube und bekenne. Maximilian-Gesellschaft, Potsdam-Babelsberg 1941.
- Carl von Clausewitz: Ein Brevier. Kumm, Offenbach am Main 1942.
- Der Degen adelt. Deutsche Worte Kumm, Offenbach am Main 1942.
- Louis Schneider: Die preussischen Orden, Ehrenzeichen und Auszeichnungen. Band 1. Das Buch vom Eisernen Kreuze. Die Ordens-Sammlung, Berlin 1971 (Nachdruck der Originalausgabe von 1872).